# 145-й гвардейский истребительный авиационный полк ПВО
145-й гвардейский истребительный авиационный полк ПВО (145-й гв. иап ПВО) — воинская часть Военно-воздушных сил (ВВС) Вооружённых Сил РККА, принимавшая участие в боевых действиях Великой Отечественной войны.

## Наименования полка
За весь период своего существования полк несколько раз менял своё наименование:
- 253-й истребительный авиационный полк
- 253-й истребительный авиационный полк ПВО
- 145-й гвардейский истребительный авиационный полк ПВО
- 145-й гвардейский истребительный авиационный полк
- Полевая почта 49688

## Создание полка
145-й гвардейский истребительный авиационный полк ПВО образован 9 октября 1943 года путём переименования 158-го истребительного авиационного полка ПВО в гвардейский за образцовое выполнение боевых задач и проявленные при этом мужество и героизм на основании Приказа НКО СССР.

## Расформирование полка
145-й гвардейский истребительный авиационный полк ПВО 17 апреля 1960 года был расформирован.

## В действующей армии
В составе действующей армии:
- с 9 октября 1943 года по 9 мая 1945 года.

## Командиры полка
- гвардии майор Боровченко Григорий Трофимович[3], 09.10.1943 — 30.03.1944
- гвардии майор, подполковник Комаров Виктор Степанович[3], 30.03.1944 — 08.1945

## В составе соединений и объединений
| Период        | Фронт (округ)        | Район                                      | Корпус ПВО (Дивизия ПВО)                     | примечание |
| ------------- | -------------------- | ------------------------------------------ | -------------------------------------------- | --- |
| 09.10.1943 г. | Западный фронт ПВО   | Бологоевский дивизионный район ПВО         | 106-я истребительная авиационная дивизия ПВО | ЛаГГ-3, Як-7б, Ла-5 |
| 20.10.1943 г. | Западный фронт ПВО   | Бологоевский дивизионный район ПВО         | 106-я истребительная авиационная дивизия ПВО | Получен первый Як-9. До января 1944 г. полк эксплуатировал одновременно 4 типа истребителей: ЛаГГ-3, Ла-5, Як-7б и Як-9. |
| 20.01.1944 г. | Западный фронт ПВО   | Бологоевский дивизионный район ПВО         | 106-я истребительная авиационная дивизия ПВО | из боевого состава исключены все ЛаГГ-3                                                                                  |
| 20.04.1944 г. | Северный фронт ПВО   | 2-й корпус ПВО                             | 106-я истребительная авиационная дивизия ПВО | Ла-5, Як-7б и Як-9 |
| 24.12.1944 г. | Северный фронт ПВО   | 4-й корпус ПВО                             | 106-я истребительная авиационная дивизия ПВО | Ла-5, Як-7б и Як-9 |
| 09.05.1945 г. | Северный фронт ПВО   | 4-й корпус ПВО                             | 106-я истребительная авиационная дивизия ПВО | Ла-5, Як-7б и Як-9 |
| 09.05.1945 г. | Северный фронт ПВО   | 4-й корпус ПВО                             | 106-я истребительная авиационная дивизия ПВО | Ла-5, Як-7б и Як-9 |
| 01.07.1946 г. | Московский округ ПВО | 19-я воздушная истребительная армия ПВО    | 106-я истребительная авиационная дивизия ПВО | Ла-5, Як-7б и Як-9 |
| 01.10.1948 г. | Московский округ ПВО | 33-й истребительный авиационный корпус ПВО | 106-я истребительная авиационная дивизия ПВО | Як-9 |
| 20.02.1949 г. | Московский округ ПВО | 88-й истребительный авиационный корпус ПВО | 106-я истребительная авиационная дивизия ПВО | Як-9 |
| 15.02.1950 г. | Московский округ ПВО | 64-я воздушная истребительная армия ПВО    | 56-й истребительный авиационный корпус ПВО   | |

## Участие в операциях и битвах
- ПВО объектов Калининского фронта
- ПВО объектов 2-го Прибалтийского фронта
- ПВО объектов Ленинградского фронта

## Отличившиеся воины полка
- Афанасьев Владимир Ильич, гвардии старший лейтенант, заместитель командира эскадрильи 145-го гвардейского истребительного авиационного полка 106-й истребительной авиационной дивизии ПВО Бологоевского дивизионного района ПВО 29 марта 1944 года удостоен звания Герой Советского Союза. Золотая Звезда № 3330.

## Статистика боевых действий
Всего за годы Великой Отечественной войны полком:
| Выполнено боевых вылетов | Проведено воздушных боев | Сбито самолётов в воздухе/на аэродромах |
| ------------------------ | ------------------------ | --------------------------------------- |
| 5600                     | 262                      | 111/25                                  |

Свои потери:
| Потеряно самолётов, всего | Погибло лётчиков всего |
| ------------------------- | ---------------------- |
| 24                        | 7                      |

| МиГ-17 | МиГ-15 | МиГ-17 |

## Базирование
| Период         | Место базирования                 |
| -------------- | --------------------------------- |
| 05.1945 — 1960 | Добрынское , Владимирская область |